# Ebba Hentze
Ebba Hentze (født 25. september 1930, død 20. maj 2015 i Tórshavn) var en færøsk forfatter. Hun var børnebogsforfatter, poet og oversætter. Hun modtog flere færøske litteratur-/kulturpriser, bl.a.: Barnamentanarheiðursløn Tórshavnar býráðs (Tórshavns byråds børnebogspris) i 1984, Mentanarvirðisløn M. A. Jacobsens (Tórshavns byråds kulturpris) i 2006 og Mentanarvirðisløn Landsins (Færøernes kulturpris) i 2008 samt legater fra Danmark og Sverige. Hun skrev både på færøsk og dansk. Hun var mest aktiv som translatør. Hun oversatte flere bøger fra færøsk til dansk. Medens hun boede i Danmark oversatte hun ca. 70 bøger fra engelsk, tysk, svensk og norsk til dansk.

## Biografi
Hentze var adopteret, hun voksede op i Tvøroyri. Hendes forældre var Peter Christian Pauli Hentze (1891-1971), købmand og Olivia Sophie Skaalum (1888-1976) fra Hvalba. Ebba Hentze rejste som ung til Danmark for at få en uddannelse. Hun fik gymnasiebevis fra Statens Kursus i København i 1950. Derefter studerede hun litteraturvidenskab og sprogvidenskab på Københavns Universitet. Medens hun læste i 1950'erne fik hun tildelt stipendier, så hun også kunne studere ved universiteterne i Uppsala, Sverige, i Wien, Rom og Sorbonne  Hun arbejdede som forlagskonsulent for Politiken og som litteraturkonsulent for Gyldendal. Derudover har hun også arbejdet freelance for dansk, svensk og færøsk radio. Hun flyttede tilbage til Færøerne i slutningen af 1970'erne og fik en betydningsfuld rolle blandt forfattere og andre intellektuelle i Tórshavn. Ebba Hentze var medlem af Færøernes komité, som indstiller færøske bøger til Nordisk Råds litteraturpris.

### Børnebøger
- Antonia og Morgenstjernen, 1981
- Antonia midt i det hele, 1982 - Begge bøger om Antonia er skrevet på dansk og senere oversat til færøsk. De er også oversat til og læst op i radiostationer på Færøerne, Sverige, Norge, Finland og Island. Bøgerne er også udkommet i Holland og Belgien.
- Bjørns søn, 1983, skrevet på dansk, senere oversat til færøsk med titlen Mamman eigur meg. Historien bygger på en fortælling fra bygden Hvalba, hvor Ebbas mor kom fra.
- Mia, skúlagenta í Havn, 1987, børnebog, skrevet på færøsk
- Gulleygað, 1992, børnebog, skrevet på færøsk

### Noveller
- Juli, 1986, i Brá[7]

### Digte
- Kata, ein seinkaður nekrologur, 1984 í Brá nr. 5[8] Er også udgivet i Les 2, som er en undervisningsbog til 8-10 klasse.[9]
- Dagbókabløð, udgivet i tidsskriftet Vencil i 2016.

### Oversættelser af færøske bøger til dansk
- Bølgerne leger på stranden (Jens Pauli Heinesen), Gyldendal, 1980.
- Livets Sommer (roman efter Oddvør Johansen), Forlaget Vindrose, 1982.
- Med Edgar Allan Poe i Solhavn. Husets Forlag, 1984. 12 udvalgte noveller af Hanus Andreassen (som nu hedder Hanus Kamban)
- Ligesom, 1986, (digtsamling efter Róa Paturssyni, som vandt vann Nordisk Råds Litteraturpris). Original titel: Líkasum
- Saltet i dampende middagsgryder, 1988 (digte efter Jóanes Nielsen), Vindrose, Ebba Hentze har valgt digtene ud blandt hans tidligste digtsamlinger, oversat dem til dansk og sat dem sammen til denne digtsamling.[10]
- Færøhesten, 1990 (illustreret børnebog efter Ólavur Michelsen)[11]
- Gummistøvler er de eneste tempelsøjler vi ejer på Færøerne, 1992 (roman efter Jóanes Nielsen) Original titel: Gummistivlarnir eru tær einastu tempulsúlurnar sum vit eiga í Føroyum
- Kirkerne på havets bund, 1994, (yrkingar eftir Jóanes Nielsen). Original titel: Kirkjurnar á havsins botni
- Grå oktober, 1995 (krimi efter Jógvan Isaksen)[12] Original titel: Gráur oktober
- Sting, 1998, (digte efter Jóanes Nielsen). Original titet: Pentur
- I morgen er der atter en dag (roman efter Oddvør Johansen) - var nomineret til Nordisk Råds Litteraturpris, først i 2000, men det blev udsat til 2001. Bogen er ikke udkommet i Danmark endnu.
- Blodprøver, 2003 (digte efter Tóroddur Poulsen)
- Hedder noget land weekend?, 2005 (skuespil efter Jóanes Nielsen)

## Priser og legater
- Statens Kunstfonds engangsydelse[13]
- Barnamentanarheiðursløn Tórshavnar býráðs i 1984[14]
- Drassows Legat i 1992[15]
- Mentanarvirðisløn Landsins Ekstraordinær kulturpris i 2001
- Lachmannska Priset i 2002
- Mentanarvirðisløn M. A. Jacobsens i 2006
- Mentanarvirðisløn Landsins i 2008
- Sømdargáva landsins 2012 (årlig ydelse på 20.000 kr. fra den færøske regering fra år 2013 og resten af livet, prisen uddeltes samtidig med Mentanarvirðisløn Landsins (Færøernes Kulturpris))[16]